# Kapinovo (Tchachka)
Kapinovo (en macédonien Капиново) est un village du centre de la Macédoine du Nord, situé dans la municipalité de Tchachka. Le village ne comptait aucun habitant en 2002. Il fait partie de l'Azot.